# Op zoek naar Evita
Op zoek naar Evita was een televisieprogramma uit de reeks Op zoek naar ... van de AVRO, waarin de nieuwe hoofdrolspeelster van de musical Evita werd gezocht. De presentatie van Op zoek naar Evita was in handen van Frits Sissing. Op 21 oktober 2007 won Brigitte Heitzer het programma. Zij ging de rol van Evita vertolken in de Nederlandse musical.

## Programma
Het programma begon met twee afleveringen waarin de kijker een blik achter de schermen werd gegund bij de audities. De door de jury geselecteerde vrouwen kregen vervolgens een opleiding die specifiek op hun rol gericht was. Ze gingen naar de Evita Academy. Daar werden ze gecoacht en getraind op stemgebied, kregen ze bewegingsles en werd er aan hun acteertalent gewerkt. Uit deze groep werden uiteindelijk tien vrouwen gekozen met wie de kijker in de wekelijkse liveshows beter kennismaakte. Een panel, bestaande uit Pia Douwes, Erwin van Lambaart en Peter Van De Velde, adviseerde de kijkers, die konden stemmen op hun favoriete kandidaten.
De twee kandidaten met de minste stemmen moesten in een sing-off het nog eenmaal tegen elkaar opnemen. Daarna was het de beurt aan musicalicoon Willem Nijholt om één Evita te redden en de ander naar huis te sturen. De afvaller zong ten slotte samen met de overgebleven kandidaten een afscheidslied, dat een bewerking is van de liedjes Dag en bedankt nog (Goodnight and thank you) en Jij blijft bij mij (You must love me) uit de musical Evita.
Op 21 oktober 2007 vond de finale plaats. Deze werd gewonnen door Brigitte Heitzer. De finale werd bekeken door 2.396.000 mensen.
Op 19 december 2007 werd onder de titel Op zoek naar Evita: Brigittes weg naar de Top een special uitgezonden over de belevenissen van Brigitte Heitzer in de periode tussen de finale en de première. Deze uitzending toonde beelden van de repetities en de première met Heitzer als Evita, alsmede een item over de galajurk van Heitzer, die door de betreurde Percy Irausquin was ontworpen. Tevens was er aandacht voor de onzekerheid of Heitzer op de première wel kon spelen, omdat ze, in de week voor de première, vanwege griep op doktersvoorschrift een aantal dagen absolute rust moest nemen. Marjolein Teepen is toen in allerijl 'klaargestoomd' om eventueel de rol op de première over te kunnen nemen.
Vanwege het succes van Op zoek naar Evita en Op zoek naar Joseph werd met Kerstmis 2008 een kerstspecial uitgezonden, waarin de laatste zes finalisten van deze programma's te zien waren.
De The Voice Of Holland-kandidaat (seizoen 2) Vera de Bree had ook auditie gedaan voor Evita, maar de jury vond dat zij te veel 'soul' had.

## Evita's
| Plek | Evita's | Evita's             | Leeftijd                   | Show 1   | Show 2              | Show 3              | Show 4              | Show 5              | Show 6              | Show 7              | Show 8              | Show 8              |
| Plek | Evita's | Evita's             | Leeftijd                   | Show 1   | Show 2              | Show 3              | Show 4              | Show 5              | Show 6              | Show 7              | Part 1              | Part 2              |
| ---- | ------- | ------------------- | -------------------------- | -------- | ------------------- | ------------------- | ------------------- | ------------------- | ------------------- | ------------------- | ------------------- | ------------------- |
| 1    |         | Brigitte Heitzer    | 28 jaar (23 augustus 1979) |          |                     |                     |                     |                     |                     |                     |                     | Winnaar             |
| 2    |         | Suzan Seegers       | 27 jaar (13 november 1980) |          |                     |                     |                     |                     |                     |                     |                     | Runner-Up           |
| 3    |         | Marjolein Teepen    | 27 jaar (6 augustus 1980)  |          |                     |                     |                     |                     |                     | Sing-Off            | Bottom              | Derde Plek          |
| 4    |         | Marleen van der Loo | 37 jaar (2 januari 1970)   |          |                     |                     |                     |                     | Sing-Off            | Sing-Off            | Geëlimineerd week 7 | Geëlimineerd week 7 |
| 5    |         | Anne Stalman        | 25 jaar (29 november 1981) |          | Sing-Off            | Sing-Off            |                     | Sing-Off            | Sing-Off            | Geëlimineerd week 6 | Geëlimineerd week 6 | Geëlimineerd week 6 |
| 6    |         | Wieneke Remmers     | 29 jaar (12 augustus 1978) |          |                     |                     | Sing-Off            | Sing-Off            | Geëlimineerd week 5 | Geëlimineerd week 5 | Geëlimineerd week 5 | Geëlimineerd week 5 |
| 7    |         | Babette Holtman     | 26 jaar (27 mei 1981)      |          |                     |                     | Sing-Off            | Geëlimineerd week 4 | Geëlimineerd week 4 | Geëlimineerd week 4 | Geëlimineerd week 4 | Geëlimineerd week 4 |
| 8    |         | Sophie Veldhuizen   | 24 jaar (6 maart 1983)     | Sing-Off |                     | Sing-Off            | Geëlimineerd week 3 | Geëlimineerd week 3 | Geëlimineerd week 3 | Geëlimineerd week 3 | Geëlimineerd week 3 | Geëlimineerd week 3 |
| 9    |         | Sabina Petra        | 26 jaar (23 april 1981)    |          | Sing-Off            | Geëlimineerd week 2 | Geëlimineerd week 2 | Geëlimineerd week 2 | Geëlimineerd week 2 | Geëlimineerd week 2 | Geëlimineerd week 2 | Geëlimineerd week 2 |
| 10   |         | Tineke Blok         | 25 jaar (21 april 1982)    | Sing-Off | Geëlimineerd week 1 | Geëlimineerd week 1 | Geëlimineerd week 1 | Geëlimineerd week 1 | Geëlimineerd week 1 | Geëlimineerd week 1 | Geëlimineerd week 1 | Geëlimineerd week 1 |

## Jury's favoriete Evita
| Liveshows    | Erwin van Lambaart  | Pia Douwes            | Peter Van De Velde |
| ------------ | ------------------- | --------------------- | ------------------ |
| Liveshow 1   | Suzan Seegers1      | Suzan Seegers         | Brigitte Heitzer   |
| Liveshow 2   | Marleen van der Loo | Wieneke Remmers       | Sabina Petra       |
| Liveshow 3   | Suzan Seegers       | Marleen van der Loo   | Wieneke Remmers    |
| Liveshow 42  | Babette Holtman     | Babette Holtman       | Babette Holtman    |
| Liveshow 5   | Marjolein Teepen3   | Marjolein Teepen      | Marjolein Teepen   |
| Liveshow 6   | Marjolein Teepen3   | Marleen van der Loo 4 | Brigitte Heitzer   |
| Liveshow 7   | Suzan Seegers       | Suzan Seegers         | Brigitte Heitzer   |
| De Evita5, 6 | 7                   | 7                     | Brigitte Heitzer   |

Notes
1 Erwin van Lambaart had ook Marjolein Teepen als favoriet, maar was positiever over Suzan Seegers.

2 Tijdens aflevering 4 vroeg Frits Sissing wie in de sing-off terecht zou komen.

3 Erwin van Lambaart had in aflevering 5 Marjolein Teepen als favoriet, maar was ook zeer positief over Suzan Seegers.

4 Pia Douwes twijfelde tussen Marjolein Teepen en Marleen van der Loo, maar koos uiteindelijk Marleen van der Loo.

5 Nadat Marjolein Teepen werd geëlimineerd werd er een favoriet gegeven.

6 Willem Nijholts Evita is Suzan Seegers.

7 Erwin van Lambaart en Pia Douwes konden geen keuze maken.

## Liveshows

### Week 1 (2 september 2007)
Opening: "Dreamgirls" (uit Dreamgirls) 

Resultshow: "Rhythm of the night" (van Debarge)
| Volgorde                                                              | Evita | Evita               | Liedje                                                 | Resultaat    |
| --------------------------------------------------------------------- | ----- | ------------------- | ------------------------------------------------------ | ------------ |
| 1                                                                     |       | Marjolein Teepen    | "What a feeling" (uit Flashdance)                      | Veilig       |
| 2                                                                     |       | Anne Stalman        | "One moment in time" (van Whitney Houston)             | Veilig       |
| 3                                                                     |       | Sabina Petra        | "Als ze me zo zouwen zien" (uit Sweet Charity)         | Veilig       |
| 4                                                                     |       | Wieneke Remmers     | "One day I'll fly away" (van Randy Crawford)           | Veilig       |
| 5                                                                     |       | Tineke Blok         | "These boots are made for walking" (van Nancy Sinatra) | Sing-off     |
| 6                                                                     |       | Marleen van der Loo | "Inspiratie" (uit Joe, de musical)                     | Veilig       |
| 7                                                                     |       | Brigitte Heitzer    | "It's oh so quiet" (van Björk)                         | Veilig       |
| 8                                                                     |       | Babette Holtman     | "The way we were" (uit The Way We Were)                | Veilig       |
| 9                                                                     |       | Sophie Veldhuizen   | "Cabaret" (uit Cabaret)                                | Sing-off     |
| 10                                                                    |       | Suzan Seegers       | "Because of you" (van Kelly Clarkson)                  | Veilig       |
| Sing-Off; "I don't know how to love him" (uit Jesus Christ Superstar) |       |                     |                                                        |              |
| 1                                                                     |       | Tineke Blok         | Tineke Blok                                            | Geëlimineerd |
| 2                                                                     |       | Sophie Veldhuizen   | Sophie Veldhuizen                                      | Veilig       |

### Week 2 (9 september 2007)
Opening: "Diamonds are a girl's best friend" (oorspronkelijk uit Gentlemen Prefer Blondes) 

Resultshow: "I can't help falling in love" (van Elvis Presley)
| Volgorde                      | Evita | Evita               | Liedje                                          | Resultaat    |
| ----------------------------- | ----- | ------------------- | ----------------------------------------------- | ------------ |
| 1                             |       | Anne Stalman        | "Think" (van Aretha Franklin)                   | Sing-off     |
| 2                             |       | Sabina Petra        | "Geen kind meer" (van Karin Bloemen)            | Sing-off     |
| 3                             |       | Marleen van der Loo | "Fever" (van Peggy Lee)                         | Veilig       |
| 4                             |       | Suzan Seegers       | "Minutenwals" (van Jasperina de Jong)           | Veilig       |
| 5                             |       | Sophie Veldhuizen   | "Send in the clowns" (uit A little night music) | Veilig       |
| 6                             |       | Brigitte Heitzer    | "I am what I am" (uit La Cage Aux Folles)       | Veilig       |
| 7                             |       | Marjolein Teepen    | "Over the Rainbow" (uit The Wizard of Oz)       | Veilig       |
| 8                             |       | Babette Holtman     | "I'm every woman" (van Chaka Khan)              | Veilig       |
| 9                             |       | Wieneke Remmers     | "New York, New York" (van Liza Minnelli)        | Veilig       |
| Sing-Off; "Memory" (uit Cats) |       |                     |                                                 |              |
| 1                             |       | Sabina Petra        | Sabina Petra                                    | Geëlimineerd |
| 2                             |       | Anne Stalman        | Anne Stalman                                    | Veilig       |

### Week 3 (16 september 2007)
Opening: "Get the party started" (van Pink) 

Resultshow: "Mijn pakkie an" (uit Aida)
| Volgorde                                                    | Evita | Evita               | Liedje                                                                  | Resultaat    |
| ----------------------------------------------------------- | ----- | ------------------- | ----------------------------------------------------------------------- | ------------ |
| 1                                                           |       | Babette Holtman     | "Dit keer (Maybe this time)" (uit Cabaret)                              | Veilig       |
| 2                                                           |       | Brigitte Heitzer    | "Margherita" (van Marco Borsato)                                        | Veilig       |
| 3                                                           |       | Sophie Veldhuizen   | "Waarom zeggen ze nee? (Everybody says don't)" (uit Anyone can whistle) | Sing-off     |
| 4                                                           |       | Suzan Seegers       | "All by myself" (van Celine Dion)                                       | Veilig       |
| 5                                                           |       | Anne Stalman        | "Na die ontmoeting" (uit Miss Saigon)                                   | Sing-off     |
| 6                                                           |       | Wieneke Remmers     | "Telkens weer" (van Willeke Alberti)                                    | Veilig       |
| 7                                                           |       | Marjolein Teepen    | "Geen wolken voor mijn zon (Don't rain on my parade)" (uit Funny girl)  | Veilig       |
| 8                                                           |       | Marleen van der Loo | "I will always love you" (van Whitney Houston)                          | Veilig       |
| Sing-Off; "Beauty and the beast" (uit Beauty and the beast) |       |                     |                                                                         |              |
| 1                                                           |       | Sophie Veldhuizen   | Sophie Veldhuizen                                                       | Geëlimineerd |
| 2                                                           |       | Anne Stalman        | Anne Stalman                                                            | Veilig       |

### Week 4 (23 september 2007)
Opening: "We go together" (uit Grease) 

Resultshow: "Take a chance on me" (uit Mamma Mia!)
| Volgorde                                     | Evita | Evita               | Liedje                                                                   | Resultaat    |
| -------------------------------------------- | ----- | ------------------- | ------------------------------------------------------------------------ | ------------ |
| 1                                            |       | Suzan Seegers       | "Ik geloof" (uit The Sound of Music)                                     | Veilig       |
| 2                                            |       | Marleen van der Loo | "Stuff like that there" (uit For the boys)                               | Veilig       |
| 3                                            |       | Marjolein Teepen    | "Ik hou van jou" (van Maribelle)                                         | Veilig       |
| 4                                            |       | Babette Holtman     | "Als ik jou niet krijg (If I can't have you)" (uit Saturday night fever) | Sing-off     |
| 5                                            |       | Anne Stalman        | "Raise the roof" (uit The wild party)                                    | Veilig       |
| 6                                            |       | Wieneke Remmers     | "Take that look off your face" (uit Tell me on a sunday)                 | Sing-off     |
| 7                                            |       | Brigitte Heitzer    | "Hij kan niet zonder mij" (uit Oliver!)                                  | Veilig       |
| Sing-Off; "Heel alleen" (uit Les Misérables) |       |                     |                                                                          |              |
| 1                                            |       | Babette Holtman     | Babette Holtman                                                          | Geëlimineerd |
| 2                                            |       | Wieneke Remmers     | Wieneke Remmers                                                          | Veilig       |

### Week 5 (30 september 2007)
Opening: "Don't stop me now" (uit We will rock you) 

Groepsnummer: "Rainbow high" (uit Evita)

Resultshow: "It's the hard-knock life" (uit Annie)
| Volgorde                        | Evita | Evita               | Liedje                                            | Resultaat    |
| ------------------------------- | ----- | ------------------- | ------------------------------------------------- | ------------ |
| 1                               |       | Wieneke Remmers     | "Dat zegt 't hart" (uit Beauty and the beast)     | Sing-off     |
| 2                               |       | Anne Stalman        | "Jij woont in mijn hart" (uit Tarzan)             | Sing-off     |
| 3                               |       | Brigitte Heitzer    | "A piece of sky" (uit Yentl)                      | Veilig       |
| 4                               |       | Marjolein Teepen    | "De Man van La Mancha" (uit De Man van La Mancha) | Veilig       |
| 5                               |       | Marleen van der Loo | "Het Dorp" (van Wim Sonneveld)                    | Veilig       |
| 6                               |       | Suzan Seegers       | "Big Spender" (uit Sweet Charity)                 | Veilig       |
| Sing-Off; "Thuis" (uit The Wiz) |       |                     |                                                   |              |
| 1                               |       | Anne Stalman        | Anne Stalman                                      | Veilig       |
| 2                               |       | Wieneke Remmers     | Wieneke Remmers                                   | Geëlimineerd |

### Week 6 (7 oktober 2007)
Opening: "Shout" (oorspronkelijk van The Isley Brothers) 

Resultshow: "Foxtrot" (uit Foxtrot)
| Volgorde                                                                          | Evita | Evita               | Liedje                                                                  | Resultaat    |  |
| --------------------------------------------------------------------------------- | ----- | ------------------- | ----------------------------------------------------------------------- | ------------ |  |
| 1                                                                                 |       | Brigitte Heitzer    | "Al die Jazz (And all that Jazz)" (uit Chicago)                         | Veilig       |  |
| 2                                                                                 |       | Marleen van der Loo | "Tegen alle verwachtingen in" (uit Nine)                                | Sing-off     |  |
| 3                                                                                 |       | Suzan Seegers       | "Ik ben een Brassband" (uit Sweet Charity)                              | Veilig       |  |
| 4                                                                                 |       | Marjolein Teepen    | "Ik weet het nu" (uit Aida)                                             | Veilig       |  |
| 5                                                                                 |       | Anne Stalman        | "Mannen" (uit Drie musketiers)                                          | Sing-off     |  |
|                                                                                   |       |                     |                                                                         |              |  |
| 6                                                                                 |       | Brigitte Heitzer    | "Somebody to love" (uit We will rock you)                               | Veilig       |  |
| 7                                                                                 |       | Marleen van der Loo | "Whatever Lola wants" (uit Damn Yankees)                                | Sing-off     |  |
| 8                                                                                 |       | Suzan Seegers       | "Somewhere" (uit West Side Story)                                       | Veilig       |  |
| 9                                                                                 |       | Marjolein Teepen    | "Let me dance for you" (uit de filmversie van de musical A chorus line) | Veilig       |  |
| 10                                                                                |       | Anne Stalman        | "And I'am telling you I'm not going" (uit Dreamgirls)                   | Sing-off     |  |
| Sing-Off; "De winnaar krijgt de macht (The winner takes it all)" (uit Mamma Mia!) |       |                     |                                                                         |              |  |
| 1                                                                                 |       | Anne Stalman        | Anne Stalman                                                            | Geëlimineerd |  |
| 2                                                                                 |       | Marleen van der Loo | Marleen van der Loo                                                     | Veilig       |  |

### Week 7 (14 oktober 2007)
Opening: "Dance ten looks three (Tits and ass)" (uit A chorus line) 

Resultshow: "Ik ben uitzonderlijk goed voor u" (uit Evita) met Roberto de Groot
| Volgorde                                             | Evita | Evita               | Liedje                                                                | Resultaat    |  |
| ---------------------------------------------------- | ----- | ------------------- | --------------------------------------------------------------------- | ------------ |  |
| 1                                                    |       | Marleen van der Loo | "Met één blik" (uit Sunset Boulevard)                                 | Sing-off     |  |
| 2                                                    |       | Suzan Seegers       | "This is my life" (van Shirley Bassey)                                | Veilig       |  |
| 3                                                    |       | Brigitte Heitzer    | "Waar bleef die zomer?" (uit Drie musketiers)                         | Veilig       |  |
| 4                                                    |       | Marjolein Teepen    | "Mein Herr" (uit Cabaret)                                             | Sing-off     |  |
|                                                      |       |                     |                                                                       |              |  |
| 5                                                    |       | Suzan Seegers       | "Jij speelt een spel (Maybe I like it this way)" (uit The wild party) | Veilig       |  |
| 6                                                    |       | Marleen van der Loo | "Woman in the moon" (van Barbra Streisand)                            | Sing-off     |  |
| 7                                                    |       | Marjolein Teepen    | "Astonishing" (uit Little Women)                                      | Sing-off     |  |
| 8                                                    |       | Brigitte Heitzer    | "Proud Mary" (van Ike and Tina Turner)                                | Veilig       |  |
| Sing-Off; "Eén van ons (One of us)" (uit Mamma Mia!) |       |                     |                                                                       |              |  |
| 1                                                    |       | Marjolein Teepen    | Marjolein Teepen                                                      | Veilig       |  |
| 2                                                    |       | Marleen van der Loo | Marleen van der Loo                                                   | Geëlimineerd |  |

### Week 8 (finale) (21 oktober 2007)
Opening met alle Evita's: "There's no business like showbusiness" (uit Annie Get Your Gun) 

Groepsnummer finalisten: "One night only" (uit Dreamgirls)
| Volgorde   | Evita | Evita            | Liedje                                                                  | Resultaat    |
| ---------- | ----- | ---------------- | ----------------------------------------------------------------------- | ------------ |
| 1          |       | Marjolein Teepen | "Mijn leven is van mij" (uit Elisabeth)                                 | Geëlimineerd |
| 2          |       | Brigitte Heitzer | "Het is over" (uit Heerlijk duurt het langst)                           | Veilig       |
| 3          |       | Suzan Seegers    | "Een nieuw leven" (uit Jeckyll and Hyde)                                | Veilig       |
| Resultshow |       |                  |                                                                         |              |
| 1          |       | Brigitte Heitzer | "Buenos Aires" (uit Evita)                                              | Veilig       |
| 2          |       | Suzan Seegers    | "Buenos Aires" (uit Evita)                                              | Veilig       |
| 1          |       | Brigitte Heitzer | "Huil niet om mij, Argentina (Don't cry for me, Argentina)" (uit Evita) | Winnaar      |
| 2          |       | Suzan Seegers    | "Huil niet om mij, Argentina (Don't cry for me, Argentina)" (uit Evita) | Runner-up    |
| Na winst   |       |                  |                                                                         |              |
| 1          |       | Brigitte Heitzer | "Huil niet om mij, Argentina (Don't cry for me, Argentina)" (uit Evita) | Winnaar      |

## Britse variant
Op zoek naar Evita is gebaseerd op het BBC-format How do you solve a problem like Maria. Naar dit programma, waarin de hoofdrolspeelster voor The Sound of Music werd gezocht, keken wekelijks tientallen miljoenen mensen. Het werd geproduceerd door Andrew Lloyd Webber. Het tweede seizoen van het format heette Any Dream Will Do. Hierin werd de hoofdrolspeler voor de nieuwe productie van de musical Joseph gezocht. Dit programma werd door Lee Mead gewonnen. In het derde seizoen werd er naar twee hoofdrolspelers gezocht in het programma I'd do anything. Er werd gezocht naar een Oliver Twist en naar een Nancy.

## Het vervolg
Najaar 2008 kwam het vervolg op Op zoek naar Evita. In het nieuwe seizoen werd de nieuwe Nederlandse Joseph gezocht voor de musical Joseph and the Amazing Technicolor Dreamcoat, Freek Bartels werd Joseph.
In 2009 kwam er nog een vervolg. In dit seizoen werd de nieuwe Mary Poppins gezocht, Noortje Herlaar werd uitverkoren. In 2010 is de zoektocht gestart naar de nieuwe Zorro, die werd gewonnen door Tommie Christiaan.

## Prijzen
Op 1 oktober 2008 werd bekend dat Op zoek naar Evita genomineerd was voor de Gouden Televizier-Ring 2008, voor het beste televisieprogramma uit het seizoen 2007/2008. Op 24 oktober 2008 bleek dat deze nominatie niet werd verzilverd: de Gouden Televizierring werd gewonnen door Mooi! Weer De Leeuw.